# Juan Downey
Juan Downey (* 11. Mai 1940 in Santiago de Chile; † 9. Juni 1993 in New York City) war ein chilenisch-US-amerikanischer Videokünstler und Zeichner.

## Leben und Werk
Juan Downey wurde 1940 in Santiago de Chile geboren. Ein Studium der Architektur an der Päpstlichen Katholischen Universität schloss er 1961 mit dem Bachelor ab. 1963 ging er für zwei Jahre nach Paris, wo er im Atelier 17 von Hayter in der Rue Daguerre Gravurtechniken lernte. 1965 siedelte er nach New York City um und studierte am Pratt Institute, wo er später auch unterrichtete. 
Ab 1971 reiste Downey regelmäßig mit einer 1968 erworbenen Portapak Videokamera zu den Yanomami, die am Amazonas leben, um „in Südamerika dem eigenen Selbst zu begegnen“ und sich mit der westlich-kolonialen Wahrnehmung des „Anderen“ auseinanderzusetzen. Seine Videoserie Trans Americas besteht aus über 30 Videobändern und Installationen. Eines davon ist The Laughing Alligator (1979). The Thinking Eye ist eine Serie von Videos. Zwei Videos aus dieser Serie sind Shifters (1984) und J.S. Bach (1986).
Außerdem produzierte Downey Zeichnungen, spiralförmige Strukturen, die an vereinfachte Mandalas erinnern, und Performances.
1993 starb Juan Downey. Carolee Schneemann gedachte mit dem Werk Mortal Coils/sterbliche Hüllen ihren 1993/1994 verstorbenen Freunden.

## Ausstellungen (Auswahl)
- 2014 Irgendetwas im Raum entzieht sich unseren Versuchen des Überfliegens Württembergischer Kunstverein Stuttgart, Stuttgart
- 2012 La idea de América Latina Centro Andaluz de Arte Contemporáneo (CAAC), Sevilla
- 2003 Banquete，Metabolism and Communication Zentrum für Kunst und Medientechnologie, Karlsruhe
- 2001 49. Biennale di Venezia, Venedig, Italien
- 1999 Selección de Grabado Museo de Arte Contemporáneo de Santiago. Universidad de Chile, Santiago
- 1998 Retrospektive IVAM Centre Julio Gonzalez, in Valencia, Spain
- 1998 New Video Acquisitions: Four Voices Museum of Modern Art, New York, USA
- 1985 18. Biennale von São Paulo, São Paulo
- 1977 documenta 6, Kassel
- 1975 IX Biennale de Paris, Paris, Frankreich

## Auszeichnungen
Davis erhielt zahlreiche Auszeichnungen, darunter ein Stipendien der Rockefeller-Stiftung, der Solomon R. Guggenheim Foundation und des National Endowment for the Arts.